# Haus zum Riesen (Heidelberg)

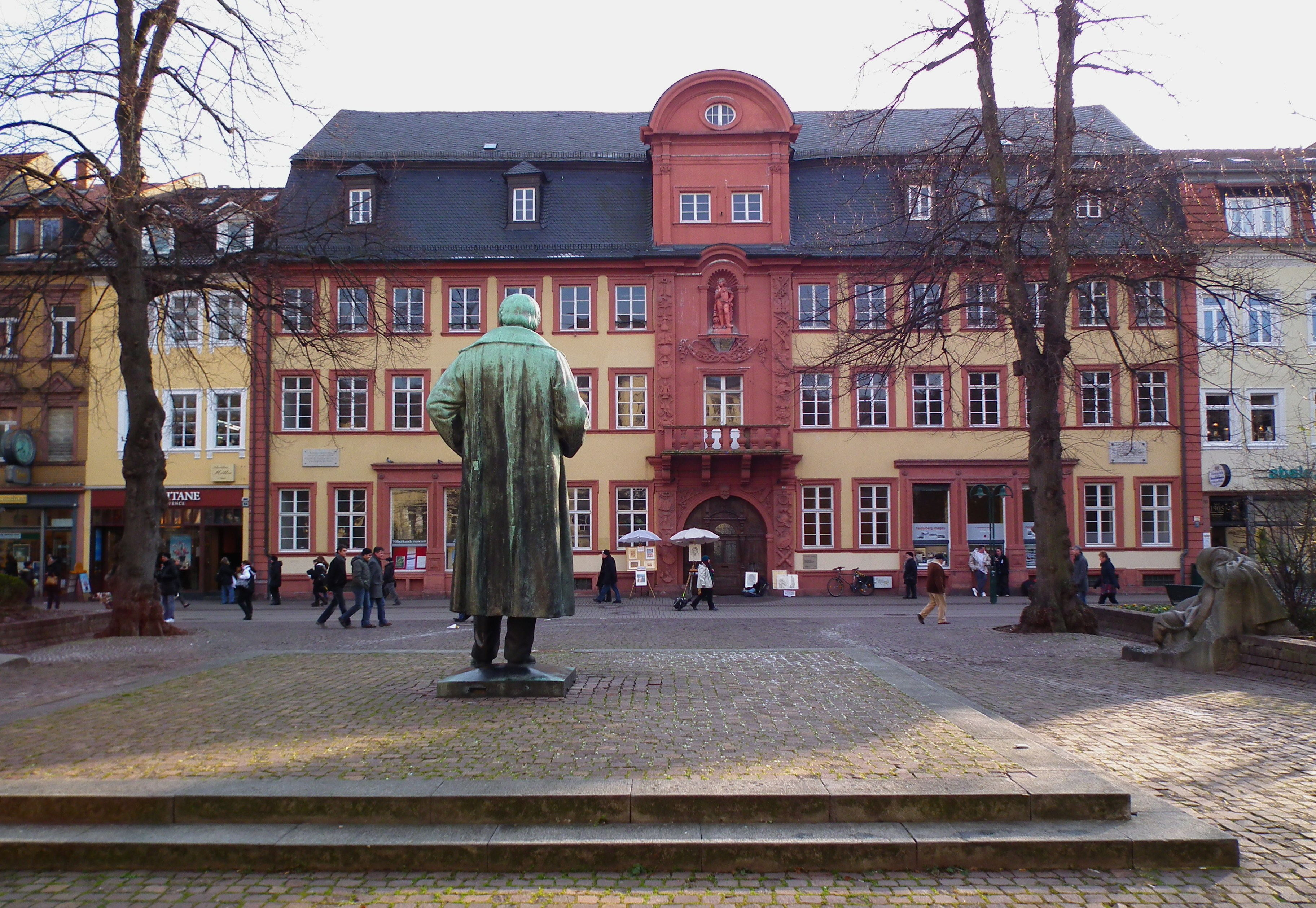
Das Haus zum Riesen vom Ehrenhof (Anatomiegarten) des Friedrichsbaus gesehen und mit der namensgebenden Statue des Geheimen Rats und Generalleutnants Eberhard Friedrich von Venningen

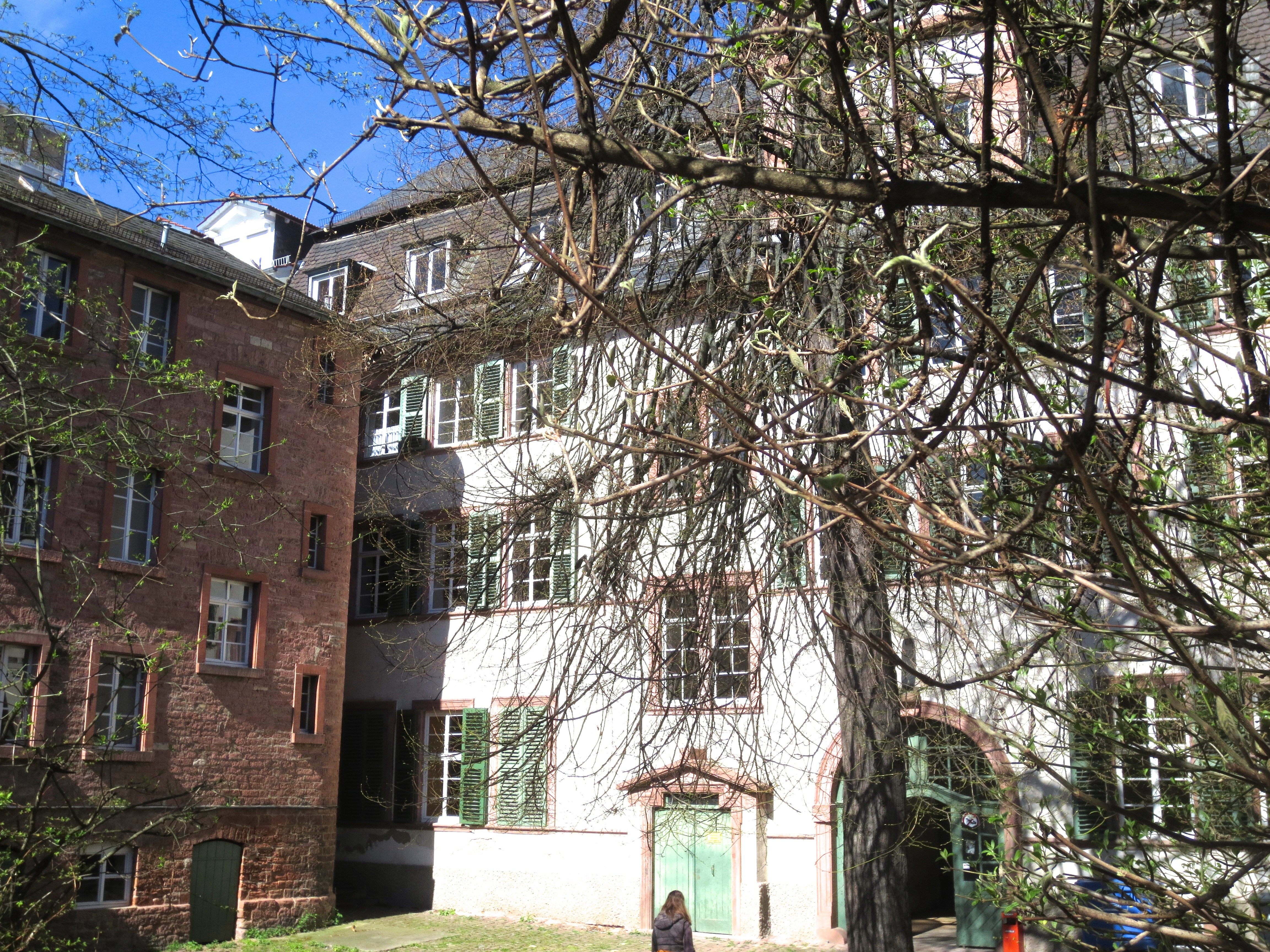
Hof und Gartenseite des Palais mit westlichem Seitentrakt aus behauenem Odenwälder Buntsandstein

Das Haus zum Riesen, auch Palais Riesen bzw. Venninger Hof oder Palais Venningen genannt, ist ein neuzeitliches 1707/1708 errichtetes Stadtpalais in der Heidelberger Altstadt. Das Gebäude ist benannt nach einer den Bau schmückenden Statue. Es wurde seit Mitte des 19. Jahrhunderts von der Ruprecht-Karls-Universität Heidelberg genutzt, mehrere bedeutende Wissenschaftler haben darin gewirkt.

## Geschichte
Vor dem 1707/1708 in der Hauptstraße Nr. 52 im Stil des Barock erbauten Stadtpalais befand sich auf diesem Grundstück das Gasthaus „Zum Löwen“. Bauherr des neu errichteten Palais war der Geheime Rat und Generalleutnant Eberhard Friedrich von Venningen. Baumeister war Johann Adam Breunig, nach dessen Plänen in Heidelberg auch das Jesuitenkolleg und die Alte Universität erbaut worden waren.
Das Gebäude durfte mit ausdrücklicher Erlaubnis des Kurfürsten aus Quadersteinen vom gesprengten Dicken Turm des Heidelberger Schlosses errichtet werden. Seinen Namen Haus zum Riesen erhielt das Gebäude aufgrund einer überlebensgroßen Statue, die den Bauherrn darstellt. Geschaffen wurde das Standbild von Heinrich Charrasky. Es ziert auf Höhe des zweiten Stockwerkes den Mittelrisalit. Der Barockbau mit drei Geschossen ist das größte Privatpalais der Stadt. Nach dem Erwerb des Gebäudes durch Franz Betz 1797 wurde im frühen 19. Jahrhundert in dem Gebäude ein Gasthaus mit Brauerei betrieben.

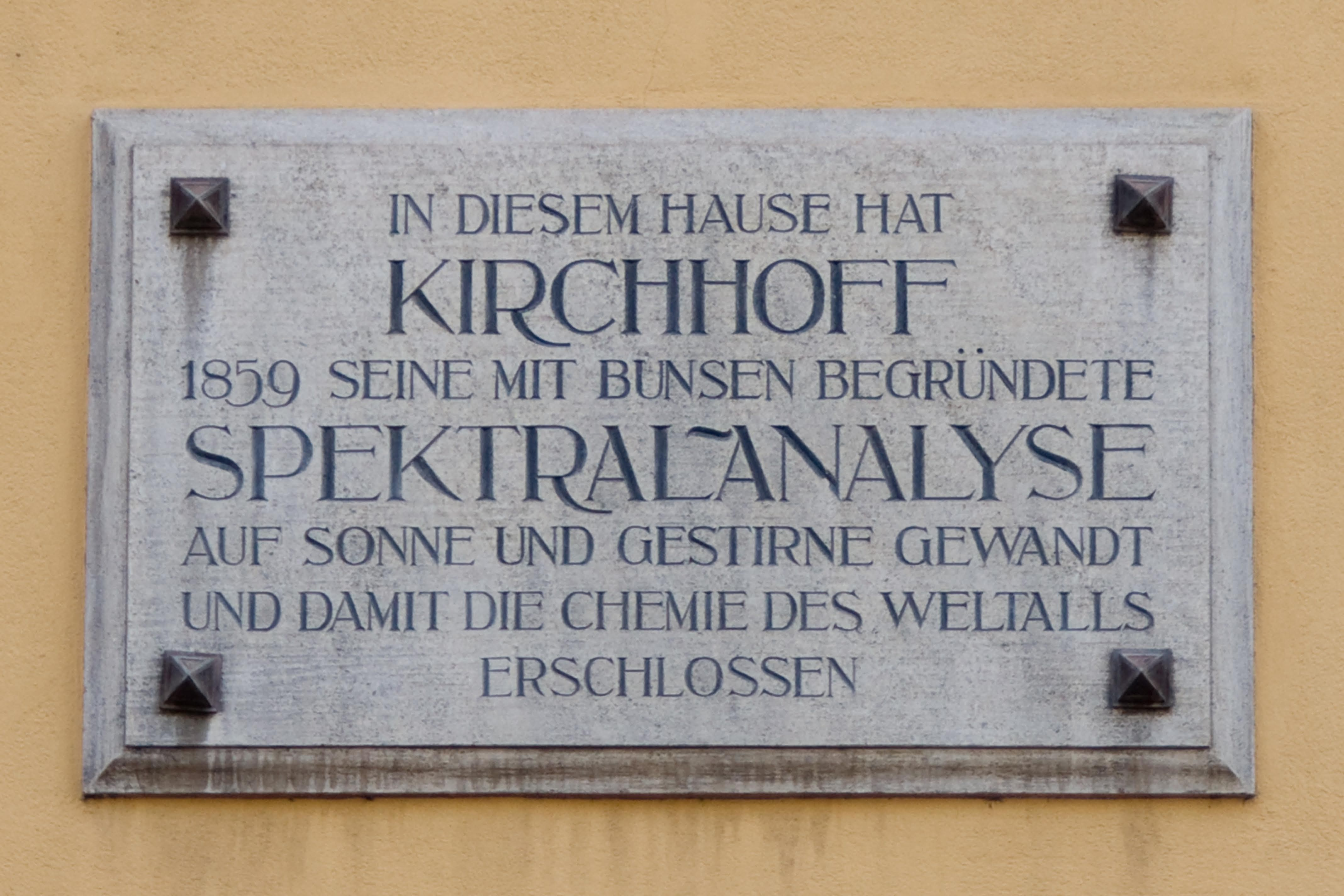
Gedenktafel am Haus zum Riesen

Das Palais ist seit 1919 im Eigentum der Josefine und Eduard von Portheim-Stiftung. Es wird seit Mitte des 19. Jahrhunderts durch die Universität Heidelberg genutzt. Seitdem hatten verschiedene Institute ihren Sitz in diesem Gebäude. Beispielsweise forschten der Chemiker Robert Wilhelm Bunsen und der Physiker Gustav Robert Kirchhoff hier an der Spektralanalyse. Auch der Physiologe Hermann Helmholtz, Erfinder des Augenspiegels, der Geologe Wilhelm Salomon-Calvi und weitere bedeutende Wissenschaftler wirkten hier.
Um 1907 war das Haus zum Riesen unter der Leitung von Wilhelm Salomon-Calvi der Sitz des Geologisch-Paläontologischen Institutes der Universität Heidelberg. Hier erforschte Otto Schoetensack geborgene Fossilienfunde. In den Jahren 1907/1908 untersuchte und beschrieb er an seiner Arbeitsstätte im Haus zum Riesen den damals nach dem Java-Menschen weltweit zweitältesten Urmenschenfund, den Unterkiefer von Mauer, dem er den Namen Homo heidelbergensis gab. Zum Kreis der an der Untersuchung des Unterkiefers beteiligten Wissenschaftler zählte auch der Heidelberger Zoologe Otto Bütschli.